# Forum Verlag Leipzig
Der Forum Verlag Leipzig war ein Verlag in Leipzig von 1990 bis 2009.

## Geschichte
Am 15. Januar 1990 wurde der Forum Verlag Leipzig als Gewerbe angemeldet. Er war aus der Redaktion der Informationsblätter des Neuen Forum Leipzig vom Herbst 1989 und weiteren interessierten Personen hervorgegangen. Wichtige Akteure waren Reinhard Bohse und Rolf Sprink, die als Lektoren im Tourist Verlag schon verlegerische Erfahrungen sammeln konnten.
Ab Februar 1990 wurde Die Leipziger Andere Zeitung herausgegeben. Im März 1990 erschien Jetzt oder nie – Demokratie! über den Herbst 89 in Leipzig, das dem neuen Verlag viel Aufmerksamkeit verschaffte.
Danach wurden zahlreiche Buchtitel zur Wendezeit und zur kritischen Aufarbeitung der DDR-Geschichte sowie zu regionalen und weiteren Themen herausgegeben.
2009 erschienen die letzten Titel. Am 26. April 2010 wurde der Forum Verlag Leipzig aufgelöst.

## Publikationen (Auswahl)
1990
- Reinhard Bohse (Hrsg.): Jetzt oder nie – Demokratie! Leipziger Herbst '89. Zeugnisse, Gespräche, Dokumente. Mit einem Vorwort von Rolf Henrich, erste Veröffentlichung im Forum Verlag
- Ariane Riecker, Annett Schwarz, Dirk Schneider: Stasi intim. Gespräche mit ehemaligen MfS-Angehörigen.
- Eckhard Bahr: Sieben Tage im Oktober. Aufbruch in Dresden. Mit einem Geleitwort von Christof Ziemer und dem Abschlussbericht der Unabhängigen Untersuchungskommission.; über Ereignisse um den 7./8. Oktober 1989 in Dresden
- Holger Richter: Güllenbuch. Ein Buch über Bausoldaten
- Gerald Höfer, Andrea Schicker, Karlheinz Sydoruk: Bloss
- Frans Carlgren: Erziehung zur Freiheit. Die Pädagogik Rudolf Steiners. Bilder und Berichte aus der internationalen Waldorfschulbewegung
- Ulla Heise (Hrsg.): Leipzig zu Fuß. 22 Stadtteilspaziergänge
- Christine Dölle: Mach's besser, Ossi! In Liebe und Inkasso

1991
- Edgar Dusdal (Bearb.): Stasi intern. Macht und Banalität, herausgegeben vom Bürgerkomitee Leipzig. In Zusammenarbeit mit der Heinrich-Böll-Stiftung
- Rüdiger Knechtel, Jürgen Fiedler (Hrsg.): Stalins DDR. Berichte politisch Verfolgter
- Rita Sélitrenny, Thilo Weichert: Das unheimliche Erbe. Die Spionageabteilung der Stasi
- Konrad Weller: Das Sexuelle in der deutsch-deutschen Vereinigung. Resümee und Ausblick, soziologische Untersuchung
- Bernd-Lutz Lange: Kaffeepause. Texte für zwischendurch
- Anne Dorn: Hüben und drüben, Prosa
- Heidi Mühlenberg, Michael Kurt: Panikblüte
- Joachim Walther: Verlassenes Ufer, Prosa
- Ingolf Serwuschok, Christine Dölle: Der BesserWessi
- Von Leipzig nach Deutschland. Oktober '89 – Oktober '90. Zeittafeln und Fotografien
- Carl Friedrich von Weizsäcker: Der Gang zur Freiheit. Rede in St. Nikolai Leipzig, März 1990
- Götz Alsmann: Zerrissene Heimkehr. Eine Autobiographie Harald Menzel (Lebensläufe)

1992
- Clemens Rosner (Hrsg.): Die Universitätskirche zu Leipzig. Dokumente einer Zerstörung
- Bernd-Lutz Lange: Davidstern und Weihnachtsbaum. Dokumente von Überlebenden
- Ariane Riecker, Dirk Schneider, Annett Schwarz: Laienspieler. Sechs Politikerportraits
- Anne Dorn: Geschichten aus tausendundzwei Jahren
- Irma und Walter Hildebrandt: Leipzig auf den zweiten Blick, Mit Aquarellen von Hannelore Röhl
- John Henry Mackay: Die Anarchisten. Kulturgemälde aus dem Ende des XIX. Jahrhunderts
- Peter Hille: Die Hassenburg. Roman aus dem Teutoburger Wald
- Anne Dessau: Weisheit des Sommers, Erzählung
- Neil Bartlett: Alles von mir, Roman
- Elke Windisch: Zurück nach Europa. Reportagen aus Russland

1993
- Hans Arnfried Astel: Wohin der Hase läuft. Epigramme und ein Vortrag